# Pop Shalini
Shalini Singh, conocida artísticamente como Pop Shalini, es una cantante de la India, nacida en Tamil Nadu. Fue una de las primeras intérpretes adolescentes en lanzar su primer álbum homónimo titulado "Shalini" cuando solo tenía unos 13 años de edad. Ha interpretado más de 500 canciones en varios idiomas autóctonos de la India para películas. Incluso ha compartido los escenarios con reconocidos intérpretes de la música hindú como A. R. Rahman, Harris Jayaraj, Illayaraja, Yuvan Shankar Raja, Vidhyasagar y Himesh Reshamaiya, entre otros. El trabajo de Shalini, junto con el compositor Harris Jayaraj, interpretó temas musicales como "Yennai Konjam" y "Mudhal Naal", en el que conquistó sobre todo al público juvenil.
Después se mudó al "Holy Angels Convent" durante su Grado 1 y se le pidió ofrecer actuaciones en solitario organizadas por la famosa cadena de televisión "Doordarshan". Más adelante se le pidió unirse a los famosos grupos de teatro como "Youngstars", integrado por Brian y Christerine Laul en Chennai, para interpretar temas musicales para obras como Annie, The Sound of Music, Joseph & His Technicolored Dreamcoat y otros. También se le pidió que grabara varios jingles y ha interpretado más de 600 anuncios publicitarios hasta la fecha.
En una encuesta realizada a través de "India Today", Shalini fue elegida entre muchos músicos como "The Faces of the Millennium", que contó con las colaboraciones incondicionales de A. R. Rahman, Shubha Mudgal, Anoushka Shankar, Shankar Mahadevan y muchos otros.
Ella es la primera intérprete femenina de la música de Tamil Nadu y tuvo un gran éxito que la llevó a la fama gracias a sus presentaciones por la red televisiva "NDTV"; también cuando fue entrevistada por MTV, en un programa llamado "Rising Star of the Millennium".

## Temas musicales
Shalini ha interpretado muchos de sus álbumes para remezclar en hindi, incluyendo algunas películas pendientes de publicación. Ella también es una cantante muy conocida en Telugu, con más de 60 temas musicales. Ha interpretado temas musicales para muchas películas de kannada y malayalam. Su repertorio también incluye seis canciones en gajaratí y punjabí, que cantó para uno de los más grandes compositores de antaño como M. S. Vishwanathanji. Aparte de estos idiomas ha cantado también en bhojpurí, mythili, cingalés, marathí y bengalí, entre otros.
Últimos éxitos de Salini:
FORCE,
FORCE- DIL KI TAMANNA
- Starring: John Abraham, Genelia Dsouza.
- Directed by Nishikanth Kamanth.
- Composer: Harris Jeyaraj.

SOORAN
SOORAN - YEDHEDHO MAATRAM
- Director: Balau Narayanan
- Composer: P.B.Balaji

AMBULI
AMBULI -ROCK N ROLL
Ambuli - Happy Farewell Day
- Director : Hari Shankar,Hareesh Narayan
- Composer :Sam C.S., Mervin, Sathish,Venkat Prabu Shankar

## Premios
- Rotary Club - Youth Merit Award
- Cinema Kalai Mandram - Best Singer Award
- Lions Club - Best Singer Award
- Machmakers Award as Best Singer
- Aryabhatta Award - Best Female Singer (Kannada)
- M.G.R. Sivaji Academy Award - Best Singer for 'Yennai Konjam Maatri' from the movie Kaakha Kaakha
- G.R.D.College of Arts and Science - Youth of the Year
- Cinema Kalai Mandram - 'Yennai Konjam Maatri' from Kaakha Kaakha
- VGP Award as Best Singer for the song Aiyo Aiyo from the movie - M.Kumaran S/O mahalakshmi
- Machmakers Award as Best Singer
- Aryabhatta Award - Best Female Singer (Kannada)
- M.G.R. Sivaji Academy Award - Best Singer for 'Yennai Konjam Maatri' from the movie Kaakha Kaakha
- G.R.D.College of Arts and Science - Youth of the Year
- Cinema Kalai Mandram - 'Yennai Konjam Maatri' from Kaakha Kaakha
- VGP Award as Best Singer for the song Aiyo Aiyo from the movie - M.Kumaran S/O mahalakshmi